# Corey Cadby
Corey Cadby (Devonport, 1995. március 18. –) ausztrál dartsjátékos. 2016-tól 2020-ig, majd 2023-tól a Professional Darts Corporation tagja. 2016-ban megnyerte a PDC ifjúsági világbajnokságát. Beceneve "King".

## Pályafutása

### PDC
Cadby karrierjét a DPA versenyein kezdte meg, amely sorozatból első helyen tudta magát kvalifikálni tudta magát a 2017-es PDC világbajnokságra. Emellett 2016-ban még részt vett a Sydney Darts Masters és a Perth Darts Masters tornákon is. Előbbi tornán az első körben Phil Taylor volt az ellenfele, akitől 6–3-as vereséget szenvedett. A perth-i tornán szintén Taylorral játszotta első mérkőzését, akit ezúttal a 103,58-as körátlagának köszönhetően 6–2-re sikerült legyőznie. A második körben Peter Wright-tal találkozott, aki ellen hiába dobott 109-es átlagot, 10–2-re mégis elveszítette a mérkőzést skót ellenfele ellen. Jó teljesítményének köszönhetően részt vehetett a PDC által szervezett ifjúsági világbajnokságon, amelyet meg is nyert 6–2-re Berry van Peer ellen. Cadby a 10 000 fontos nyeremény mellett részt vehetett a következő évi Grand Slam of Darts tornán is.
A 2017-es világbajnokságot a selejtezőben kezdte meg kínai ellenfele Sun Qiang ellen, akit 102-es átlaggal sikerült legyőznie 2–0-ra. Az első körben az angol Joe Cullennel találkozott, akivel a világbajnokság egyik legjobb mérkőzését játszották abban az évben. A meccsen mindkét játékosnak sikerült 108 körüli átlagot dobni, de Cullen 3–1 arányban legyőzte Cadby-t, aki így búcsúzott a tornától.
A 2018-ban megrendezett Q-School-on Cadby már az első napon megszerezte a PDC versenyein való induláshoz szükséges kártyát. Februárban a UK Open ötödik kvalifikációs tornáján megszerezte első tornagyőzelmét a PDC-nél, éppen az aktuális világbajnok Rob Cross ellen. A UK Open kiemelt tornán is jól ment számára a játék, és végül sikerült eljutnia a sorozat döntőjébe. Ellenfele a skót Gary Anderson volt, aki végül 11–7-re győzte le Cadby-t, és lett a torna bajnoka.

## Döntői

### PDC nagytornák: 1 döntős szereplés
| Történet      |
| UK Open (0–1) |

| Eredmény | Sorszám | Év   | Bajnokság | Ellenfél a döntőben | Pontok   |
| Döntős   | 1.      | 2018 | UK Open   | Gary Anderson       | 7–11 (l) |

### PDC World Series of Darts tornák: 1 döntős szereplés
| Eredmény | Sorszám | Év   | Bajnokság              | Ellenfél a döntőben | Pontok    |
| Döntős   | 1.      | 2017 | Auckland Darts Masters | Kyle Anderson       | 10–11 (l) |

1. 1 2  (l) = pontszám legekben, (sz) = pontszám szettekben.

## Tornagyőzelmei
| - PDC Q-School: 2023 UK Open Regionals/Qualifiers - UK Open Qualifier: 2018 PDC Development Tour - Development Tour: 2016, 2019 PDC World Youth Championship - World Youth Championship: 2016 - Australian Grand Masters: 2016 - Australian Masters: 2017 | - Chester Hill Open: 2016 - DPA Australian Pro Tour Brisbane: 2018 (x3) - DPA Australian Pro Tour Sydney: 2017 - DPA Australian Pro Tour Victoria: 2018 - DPA Australian Pro Tour Warilla: 2017, 2018 (x3) - DPA Australian Pro Tour Western Australia: 2017 - DPA World Series Qualifier: 2017 (x2) - DWA Grand Prix: 2016 - Queensland Open: 2016 (x2) - Victoria Open: 2016 (x3) - Warilla Bowls Club Open: 2016 |

## Világbajnoki szereplései

### PDC
- 2017: Első kör (vereség  Joe Cullen ellen 1–3)